# サント＝ジャンヌ＝ダルク (ミティ郡)
サント＝ジャンヌ＝ダルク （Sainte-Jeanne-d'Arc）は、カナダ、ケベック州、バ・サン・ローラン地域の教会区自治体。

## 地理
サント＝ジャンヌ＝ダルクは、セントローレンス川の南側、ケベック・シティーの北東370km、ガスペの西375kmに位置している。近郊の重要な都市は、55km西にあるリムスキ、20km北西にあるモン・ジョリである。サント＝ジャンヌ＝ダルクは、ヌーベル・フランス時代のケベックに作られた領主地の1つ、ミティ領主地に属していた領域内にある。

## 由来
サント＝ジャンヌ＝ダルクは、『オルレアンの乙女』と呼ばれたジャンヌ・ダルクが、サント＝ジャンヌ＝ダルク教区設立と同じ年の1920年に列聖されたことで名づけられた。彼女はフランスの守護聖人3人のうちの1人である。
サント＝ジャンヌ＝ダルク教区は、マセ（Massé）とも呼ばれた。マセとは、リボン・ファーム（en:Ribbon farm、ヌーベル・フランスでの、全長が長く幅の狭い土地区分を指す名称で、通常は水路沿いに続いた）から借用した名称である。そしてサント・クロワという地名は、1920年にカボットにあるリボン・ファーム内に十字架が建てられたため名づけられたものである。
1986年より、マリア・シャドレーヌ郡にある同名の自治体と区別するため、住民たちは自らをJeannois-Mitissienと呼ぶ。

## 歴史
教区が誕生する以前、この土地はマセ郡とカボット郡にまたがっていた。カトリックの教区であるサント＝ジャンヌ＝ダルクが誕生したのは1920年11月12日である。教会区自治体となったのは1922年1月30日である。

## 人口統計
| 1991年 | 1996年 | 2001年 | 2011年 | 2016年 |
| ------ | ------ | ------ | ------ | ------ |
| 451    | 371    | 354    | 313    | 280    |

参照元:Statistique Canada